# Wim Tap
Wim Tap (La Haia, 3 d'octubre de 1903 - La Haia, 24 de setembre de 1979) fou un futbolista neerlandès de la dècada de 1920 i entrenador.
Fou internacional per la selecció dels Països Baixos, amb la qual participà en els Jocs Olímpics de 1928. Tota la seva carrera la visqué al club ADO Den Haag, on també fou entrenador.